# Ladbroke
Ladbroke is een civil parish in het bestuurlijke gebied Stratford-on-Avon, in het Engelse graafschap Warwickshire. In 2001 telde het dorp 273 inwoners. Ladbroke komt in het Domesday Book (1086) voor als 'Lodbroc(h)'. met een bevolking van 33,5 huishoudens.